# شبهای نویسندگان و شاعران ایران

پوستر شب‌های نویسندگان و شاعران ایران در سال ۱۳۵۶، کار بزرگ خضرایی

شبهای نویسندگان و شاعران ایران که با نام شب‌های شعر گوته نیز شناخته می‌شود یک رویداد فرهنگی سالانه در دههٔ ۱۳۵۰ در تهران بود که واپسین دوره‌اش از ۱۸ تا ۲۷ مهر ۱۳۵۶ برگزار و زبانزد شد. در سال ۱۳۵۶ کانون نویسندگان ایران با همکاری انجمن روابط فرهنگی ایران و آلمان، انستیتو گوته، به مدت ده شب، مراسم شعرخوانی و سخنرانی در باغ انجمن فرهنگی روابط ایران-آلمان برگزار کردند. در این ده شب که به «شب‌های شعر گوته» معروف شد، بیش از شصت نویسنده و شاعر با گرایش‌های مختلف ولی عمدتاً چپ علیه «فضای اختناق و سانسور حاکم» شعر خواندند و سخنرانی کردند.
در شب‌های آغازین شب‌های شعر گوته، جمعیتی بالغ بر ۱۰ هزار نفر در این مراسم شرکت می‌کردند. اما بارش بارانی چندروزه در تهران منجر به کاهش جمعیت در شب‌های پایانی به حدود ۳ هزار نفر شد.

## جرقه انقلاب ۱۳۵۷

روی جلد کتاب ده شب، ناصر موذن ،انتشارات امیرکبیر، ۱۳۵۷

در پاییز ۱۳۵۶، ماه‌ها قبل از آن‌که حرکت‌های اعتراضی منتهی به انقلاب ۱۳۵۷ ایران آغاز شود، گردهمایی ادبی جمعی از نویسندگان و شاعران ایران فضای سیاسی کشور را دگرگون کرد. شب‌های نویسندگان و شاعران در انستیتو گوته تهران و به ابتکار کانون نویسندگان ایران برپا شد که در آن شاعران و نویسندگان طی ده شب، آشکارا حزب رستاخیز را محکوم کردند و از «خفقان» و «لجنزار بی‌قانونی‌های تنگ‌چشمانه» و «برداشت‌های فاشیستی نظام حاکم» سخن گفتند.
یرواند آبراهامیان در کتاب تاریخ ایران مدرن می گوید: «به دنبال برگزاری ده شب شعر توسط کانون به تازگی احیا شده نویسندگان ایران و انستیتو گوته در مهر ۱۳۵۶، نویسندگان که همگی از مخالفان سرشناس بودند به انتقاد از رژیم پرداختند و نهایتاً در شب پایانی این برنامه، شرکت کنندگان همگی به خیابان ریختند و با پلیس درگیر شدند. در این تظاهرات یک دانشجو کشته و هفتاد نفر زخمی و بیش از یکصد نفر دستگیر شدند. اعتراضات در تهران طی ماه های بعد به ویژه در روز ۱۶ آذر ادامه یافت. افراد دستگیر شده در این اعتراضات به دادگاه های غیر نظامی سپرده شدند که یا آزاد شدند یا محکومیت های سبکی گرفتند. این اقدام عملاً در حکم پیام آشکاری برای دیگران از جمله طلاب حوزه علمیه قم بود».

## سخنرانی‌ها و شعرخوانی‌ها
| شب    | سخنران          | عنوان/موضوع سخنرانی           | شعرخوانی                                                            |
| ----- | --------------- | ----------------------------- | ------------------------------------------------------------------- |
| یکم   | سیمین دانشور    | مسائل هنر معاصر               | مهدی اخوان ثالث، سیاوش مطهری، تقی هنرور شجاعی و منصور اوجی          |
| دوم   | منوچهر هزارخانی | دفاع از کانون نویسندگان ایران | محمدعلی بهمنی، عمران صلاحی، م. آزرم و کاظم سادات اشکوری             |
| سوم   | بهرام بیضایی    | در موقعیت تئاتر و سینما       | محمد زهری، طاهره صفارزاده، سیروس مشفقی، فاروق امیری و محمد کسیلا    |
| چهارم | غلامحسین ساعدی  | پیرامون شبه‌هنرمند             | هوشنگ ابتهاج، حسین منزوی، مفتون امینی، علیرضا نوری‌زاده و عظیم خلیلی |
| پنجم  | باقر مؤمنی      | سانسور و عوارض آن             | اسماعیل شاهرودی، علی موسوی گرمارودی، سعید سلطان‌پور و اورنگ خضرایی   |
| ششم   | هوشنگ گلشیری    | جوانمرگی در نثر معاصر فارسی   | سیاوش کسرایی، فریدون مشیری، محمد خلیلی و حسن ندیمی                  |
| هفتم  | داریوش آشوری    | شعر آزادی است                 | جعفر کوش‌آبادی، علی باباچاهی، جواد مجابی و م. آزاد                   |
| هشتم  | مصطفی رحیمی     | فرهنگ و دیوان                 | فرخ تمیمی، نصرت رحمانی، اصغر واقدی، جلال سرافراز و شاهرخ صفایی      |
| نهم   | باقر پرهام      |                               | محمد حقوقی، منوچهر شیبانی، عبدالله کوثری، منوچهر نیستانی، بیژن کلکی |
| دهم   | به‌آذین          |                               | اسماعیل خویی، کیومرث منشی‌زاده، جواد طالعی و فریدون فریاد            |

### شب یکم:مهدی اخوان ثالث،سیاوش مطهری،تقی هنرور شجاعیومنصور اوجی
در شب اول کسی پیش بینی نمی‌کرد ده شب تاریخی در پیش باشد. این نشست با سخنرانی رحمت‌الله مقدم مراغه‌ای آغاز شد. بیانیه کانون نویسندگان خوانده شد و سیمین دانشور درباره نقش هنر و هنرمند سخنرانی کرد. پس از آن شعرخوانی مهدی اخوان ثالث (شعر «آنک! ببین» از کتاب دوزخ اما سرد)، سیاوش مطهری، تقی هنرور شجاعی و منصور اوجی اجرا شد.
سیمین دانشور در سخنرانی خود گفت دفاع از آزادی مهم‌ترین مسئله‌ای است که در هنر معاصر مطرح می‌شود و هنرمندان واقعی با وجود عوامل بازدارنده این رسالت مهم را از یاد نبرده‌اند و اینکه زشتی هنر معاصر به‌علت زشتی زمانهٔ ماست. دانشور درباره سه جریان هنری معاصر یعنی واقع‌گرایی یا واقع‌گرایی انتقادی، رئالیسم سوسیالیسم و هنر مدرن توضیح داد.

### شب سوم:شمس آل احمد،بهرام بیضایی، محمد زهری،طاهره صفارزاده،سیروس مشفقی،فاروق امیریومحمد کسیلا
شب سوم نقطه عطف شب‌های شعر گوته بود. به تخمین یک گزارش ساواک کمابیش هشت‌هزار شنونده در این شب بارانی حاضر بودند. متن و صدای این سخنرانی سپس‌تر بارها منتشر شد و از مهم‌ترین سخنرانی‌ها دربارهٔ سانسور حکومتی و اجتماعی، مخصوصاً در ایران، و آزادی بیان گشت.
«در موقعیت تئاتر و سینما» نامی است که سخنرانی سی‌دقیقه‌ای بهرام بیضایی در شرح «اثرات سوء ممیزی و تفتیش» در شب سوم شب‌های شعر گوته در ۲۰ مهر ۱۳۵۶ بدان نامور است. با این که بیشتر سخنرانی‌ها و شعرهای اعضای کانون نویسندگان ایران در شب‌های دهگانهٔ شعر گوته به سال ۱۳۵۶ علیه سانسور حکومتی بود، بیضایی و چند سخنران دیگر، از جمله سیمین دانشور و غلامحسین ساعدی و هوشنگ گلشیری و علی موسوی گرمارودی، از مسائل دیگری نیز سخن گفتند.
بیضایی به ریشه‌های اجتماعی و مردمی سانسور پرداخت و از کار هنرمند گفت؛ که در نتیجهٔ فشارها هنر «گره‌دار» و «کمپلکسه» می‌شود؛ که سزا نیست هنرمند پیروی گروه باشد، بلکه او «احتمالاً قراره نیازهایی رو بگه که جمع نمی‌دونه بهش احتیاج داره.» و چنین به پایان برد که اگر بناست دستگاه دولتی هم از آزادی سخن بگوید و «ما» هم، «من یک کمی راجع به این آزادی، مشکوکم.»
هوشنگ گلشیری، که مجری جلسه بود، بیضایی را فراخواند؛ و او پشت میکروفون برای جمعیت سخن گفت. بیضایی این سخنرانی را به این صورت ننوشته بود، بلکه به‌طور ارتجالی سخن گفت. متن و صدای سخنرانی سپس‌تر منتشر شد.
بیضایی، در گفتگو با ماهنامهٔ اندیشه پویا (۱۳۹۵) گفته است: «نوشتهٔ آماده‌ای نبود. به شادروان به‌آذین گفتم می‌خواهم دربارهٔ فشار بر نمایش چیزی بگویم و به ویژه چشم‌انداز بستهٔ نمایش شهرستان‌ها. اما با پرخاش‌های تندی که بر کارگاه نمایش و تئاترهای جشن هنر در سخنرانی‌ها شد، دیدم در واقع می‌گویند چرا فشار بر نمایش کم است و چرا حکومت سانسورهای خواستهٔ ما را اعمال نمی‌کند! همان‌جا از خودم پرسیدم آیا ما از آزادی دفاع می‌کنیم یا آزادی می‌خواهیم برای سانسور دیگران؟»
بیضایی این سخنرانی نیم‌ساعته را چنین به پایان برد:
| « | . . . احتمالاً ما هم از نویسنده نمی‌خواهیم که واقعیت را بگه. ما هم علاقه‌مندیم که نویسنده آنچه را که مصلحته بگه، منتها مصلحت ما البته فرق می‌کنه. به این ترتیب ما هم به نوعی نویسنده را تعیین می‌کنیم. این هر دو نادرسته. این چه دستگاه و دولت و دستگاه نظارت تعیین می‌کنه و آنچه که ما به عنوان عکس‌العمل تعیین می‌کنیم. درست این نیست که ما بخواهیم که نویسنده آنچه را که ما می‌خوایم بگه، درست اونه که بگذاریم نویسنده آن طور که فکر می‌کنه بگه. و ما هم خودمون شخصاً فضایی به وجود میآریم که توش بتونیم آن چه رو که فکر می‌کنیم بگیم. احتمالاً فکرهایی که در زمینه با هم مساوی‌اند، یکی‌اند ولی طرز بیان، استقلال فکر یا احتمالاً جلوتر بودن یا بینش شخصی درش فرق کنه. شما نخواهید که یک هنرمند در پشت سر گروه و قافله بیاد. اون احتمالاً قراره که جلو بره. اون احتمالاً قراره نیازهایی رو بگه که جمع نمی‌دونه بهش احتیاج داره. احتمالاً این درست نیست که ما بخواهیم که یک نویسنده اون چیزی رو بگه که ما می‌خواستیم. اون کافی نیست. نویسنده باید یک چیزی بیشتر از اون رو بگه که ما می‌خواستیم. اون باید یه چیزهایی رو بگه که ما نمی‌دونیم می‌خوایم. خب، در این صورت من فکر می‌کنم که به این نوع طرز فکر متعلّقم. فکر می‌کنم اگر این شستشو می‌بایست در فضا اتّفاق بیفته یک مقدار هم باید در ما اتّفاق بیفته. ما باید این احساس رو بکنیم که کلمات، معیارها، اصطلاحاتی که به کار می‌بریم به خصوص کمی فرسوده شدند از وقتی همه به کار بردن. کلمه‌ای که از دستگاه دولتی تا روشنفکر معاصر همه به کار می‌برند به من حق بدید که نسبت به اون کلمه‌ها یک کمی مشکوک باشم. اگر قرار است که دستگاه‌های دولتی هم مسئولیت بگه و ما هم بگیم، من یک کمی به اون مسئولیت مشکوکم. اگر قراره که او هم راجع به آزادی صحبت بکنه و ما هم، من یک کمی راجع به این آزادی، مشکوکم. متشکّرم. | » |

#### در نظر دیگران
نعمت آزرم مصداق اشارهٔ بیضایی را سعید سلطان‌پور می‌داند که چند سال پیش‌تر نمایش سلطان مار بیضایی را سخت نکوهیده بود. سال ۱۳۴۸ سلطان‌پور با گروهی حمله کرده و نمایش سلطان مار را در مشهد برآشفته و برچیده بود. اسماعیل خویی نیز، همچون آزرم، رای بیضایی را دربارهٔ همدستی روشنفکران با سانسور تأیید کرده؛ ولی بر این باور است که تأکید اصلی بیضایی جای دیگر است: «آنچه بهرام جان بیضایی بر آن تکیه دارد، و به گمان من هم حق با اوست، همنوا شدن روشنفکران با برخی جنبه‌های عوامانهٔ زندگانی مردمان است».
محمدعلی سپانلو اهمیت سخن بیضایی در میان گفته‌های سخنرانان دیگر ده شب را از آن می‌داند که «بر خلاف بعضی از سخنگویان که عقیده‌ای سوای اکثریت جمعیت داشتند لکن به احترام یا ملاحظهٔ آنان می‌کوشیدند از کنار قضایا بگذرند، این یکی مستقیماً به قلب موضوع می‌زند، یعنی آشکارا از خود شنوندگان انتقاد می‌کند. اگر این سخنرانی نبود، امروزه پس از گذشت سال‌ها، به نظر می‌آمد که هیچ‌کس از تعبداتی که جمعیت بر سخنران‌ها تحمیل کرد، ناراضی نبوده‌است.»

### شب چهارم:غلامحسین ساعدی
در شب چهارم غلامحسین ساعدی دربارهٔ «شبه هنرمند» سخن راند.

### شب پنجم:باقر مؤمنی،سعید سلطان‌پور،علی موسوی گرمارودی
در شب پنجم باقر مؤمنی در سخنرانیش بیش از صد بار از لغت ممنوعهٔ «سانسور» استفاده کرد. شعرخوانی سعید سلطان‌پور، علی رغم پافشاری به‌آذین در کوتاه کردنش، شوری در مستمعان برانگیخت.

### شب دهم
در شب دهم محمود اعتمادزاده (م.ا. به‌آذین)، رییس کانون نویسندگان رو به مردمی که در باغ گرد هم آمده بودند گفت: «ده شب، به صورت جمعیتی که غالبا سر به ده هزار و بیشتر می‌زد، آمدید و اینجا، روی چمن و خاک نمناک، روی آجر و سیمان لبه حوض، نشسته و ایستاده، در هوای خنک پاییز و گاه ساعت‌ها زیر باران تند، صبر کردید و گوش به گویندگان دادید. چه شنیدید؟ ـ آزادی و آزادی و آزادی...»
رییس وقت انستیتو گوته هم درباره این شب‌ها گفته است: «البته من فارسی‌ام خیلی خوب نبود ولی دستیارم در گوشم گفت که دکتر بکر آنها علیه رژیم حرف می‌زنند. یک کلمه‌هایی وجود داشت در آن دوران مثل گل سرخ؛ یک واژه‌های بخصوصی که وقتی این واژه‌ها به زبان آورده می‌شد، نیروهای اطلاعاتی خیلی گوش‌به‌زنگ و خبردار می‌شدند. من با اطمینان می‌گویم که نیروهای امنیتی اطلاعاتی در جمع بودند و من می‌ترسیدم که جلسه به هم بخورد و خوب آن طوری، یک جنجال بزرگ سیاسی می‌شد که جمع‌وجور کردنش سخت بود اما خوشبختانه همه‌چیز به‌خوبی پیش رفت. من مطمئنم که شهبانو باعث شد که هیچ برخوردی با انستیتو و شخص من صورت نگیرد.»

### توضیحات
1. ↑  محمّدعلی سپانلو در سالِ ۱۳۵۸، که مذهبیان بساطِ نمایشِ عبّاس آقا کارگر ایران ناسیونالِ سلطان‌پور را برچیدند، در گفتگویی منتشرشده در شمارهٔ ۲۳ به تاریخ ۸ تیر مجلّهٔ تهران مصوّر (صفحهٔ ۴۶) به همین کارِ سلطان‌پور اشاره کرد: «. . . اختناق مانع اصلی رشد ادبیات و فرهنگ است. دیدید که نمایش عباس آقای سلطان‌پور را چطور به هم زدند. هرچند سلطان‌پور نباید اعتراضی داشته باشد زیرا خود او چند سال پیش دسته‌ای گرد خود جمع کرده بود و درست مثل حزب‌الله‌ها به تئاترها حمله می‌کرد و نمایش‌ها را به هم می‌زد. ظاهراً از نظر روش، سلطان‌پور نباید اعتراض کند، اما به هر حال حمله به سالن نمایش چه از سوی سلطان‌پور و چه از سوی دیگران کاری نادرست است.»

### ارجاعات
1. ↑  ده شب گوته، روایت یک رویداد فرهنگی مهم، بی‌بی‌سی فارسی
2. ↑  GOETHE INSTITUTE, The Iranica
3. ↑  https://anthropologyandculture.com/fa/easyblog/3855%5Bپیوند+مرده%5D
4. ↑  آبراهامیان، پرواند، تاریخ ایران مدرن، برگردان محمد ابراهیم فتاحی، تهران، نشر نی، ۱۳۸۹، صص 283-282.
5. 1 2  «شب‌های شعر گوته». ویکی ادبیات.
6. ↑  کانون نویسندگان ایران به روایت اسناد ساواک
7. ↑  ستاری، «در بی‌دولتی فرهنگ»، ۱۵۲.
8. ↑  مؤذن، «ده شب»، ۱۲۰.
9. ↑  خسروپناه، «شب‌های نویسندگان و شاعران ایران»، ۹۷.
10. ↑  بیضایی، «آزادی می‌خواستند برای سانسور دیگران»، ۱۳۳.
11. ↑  خسروپناه، «شب‌های نویسندگان و شاعران ایران»، ۱۰۶-۱۰۷.
12. ↑  زندیان، «بازخوانی ده شب»، ۴۵–۴۶.
13. ↑  دولت‌آبادی، «عباس آقا تو خیلی شبیه هدایت هستی!»، ۲۳۵.
14. ↑  زندیان، «بازخوانی ده شب»، ۳۴.
15. ↑  زندیان، «بازخوانی ده شب»، ۶۸.
16. ↑  سپانلو، «سرگذشت کانون نویسندگان ایران»، ۹۲.
17. 1 2  حسام گرشاسبی (بی‌بی‌سی) (۲ شهریور ۱۴۰۳). «انستیتو گوته چیست و چرا فعالیتش در ایران با مشکل روبه‌رو شده است؟». بی‌بی‌سی فارسی.